# Grupo AJEC
El Grupo AJEC es una editorial creada en Granada en 1998 por Raúl Gonzálvez del Águila. Desde el principio se enfocó a la ciencia ficción y la fantasía, abriéndose posteriormente a otros géneros como la novela histórica.
Tras ser durante muchos años referente de la literatura de ciencia ficción en España, y tras haber recibido libros publicados en ella premios tanto por el texto como por las portadas, cesó su actividad en agosto el año 2012.